# Dragning utan återläggning
Dragning utan återläggning är ett scenario inom kombinatoriken och sannolikhetsläran. 
I ett typiskt skolexempel lägger man ett antal röda och ett antal blå kulor i en hatt, drar en kula utan att titta, noterar vilken färg den hade, kastar bort den, drar en kula till och så vidare. Sannolikheten att man skall få en kula av en viss färg påverkas då av resultatet av samtliga tidigare dragningar, och beräkningar av sannolikheter vid dragning utan återläggning kräver därför matematikkunskaper på lägre universitetsnivå.
För stora mängder kulor påverkas urvalet i dragning utan återläggning högst marginellt av ett enstaka kulor plockas bort, så dragning utan återläggning kan i mindre nogräknade sammanhang ibland approximeras med parallellfallet dragning med återläggning, som är något enklare att räkna på, då sannolikheten att få en kula av en viss färg förblir densamma i varje dragning.
Sannolikheten vid dragning utan återläggning med två sorters föremål uppvisar en hypergeometrisk fördelning.[källa behövs]